# 细田博之
细田博之（日语：／ Hosoda Hiroyuki，1944年4月5日—2023年11月10日），日本自由民主黨籍政治人物，出生於島根縣松江市，曾任眾議院議長、內閣官房長官、內閣府特命擔當大臣、自由民主黨幹事長、自由民主黨總務會長等職務，從1990年至2023年連續當選11屆眾議院議員。在自民黨內曾屬於清和政策研究會（安倍派），並於2014年至2021年期間出任派閥會長。

## 人物來歷
東京教育大學附屬駒場高等學校（現在是筑波大附属駒場高等学校）、東京大學法學部畢業。
1967年，從東京大學法學部畢業後，進入通商産業省。同期的同學有日産自動車副会長伊佐山建志、井出亞夫等。
進入通商產業省後，擔任産業政策局物價對策課課長等職，1986年退官。
2002年，在第1次小泉改造内閣中，初次入閣就擔任内閣府特命担当大臣（科学技術政策・沖縄北方対策担当）。
2021年至2023年任日本眾議院議長。
2023年11月10日上午11时，細田博之因多重器官衰竭于東京某醫院病逝，享年79歲。

## 荣誉
- 二等功绩勋章（乌克兰，2023年9月4日公布[3]）
- 桐花大绶章（2023年11月13日决定[4]）
- 从二位（2023年11月追授）

## 外部連結
- 細田博之オフィシャルウェブサイト （页面存档备份，存于）
- HosodaHiroyuki的X（前Twitter）

| 官衔            | 官衔                                           | 官衔              |
| --------------- | ---------------------------------------------- | ----------------- |
| 前任： 大島理森 | 眾議院議長 第78代：2021年—2023年               | 繼任： 額賀福志郎 |
| 前任： 福田康夫 | 內閣官房長官 第70、71代：2004年—2005年         | 繼任： 安倍晋三   |
| 前任： 福田康夫 | 特命擔當大臣（男女共同參劃） 2004年—2005年     | 繼任： 豬口邦子   |
| 前任： 創設     | 特命擔當大臣（個人情報） 2003年                | 繼任： 茂木敏充   |
| 前任： 尾身幸次 | 特命擔當大臣（科學技術） 2002年—2003年         | 繼任： 茂木敏充   |
| 前任： 尾身幸次 | 特命擔當大臣（沖繩及北方） 2002年—2003年       | 繼任： 茂木敏充   |
| 政党职务        |                                                |                   |
| 前任： 麻生太郎 | 自由民主黨幹事長 第43代：2008年—2009年         | 繼任： 大島理森   |
| 前任： 中川秀直 | 自由民主党國會對策委員長 第46代：2005年—2006年 | 繼任： 二階俊博   |